# Erithophilus neopus
Erithophilus neopus är en mångfotingart som beskrevs av Cook 1899. Erithophilus neopus ingår i släktet Erithophilus och familjen storjordkrypare.
Artens utbredningsområde är Kuba. Inga underarter finns listade i Catalogue of Life.